# Úľany nad Žitavou
Úľany nad Žitavou es un municipio del distrito de Nové Zámky en la región de Nitra, Eslovaquia, con una población estimada a final del año 2024 de 1548 habitantes.
Se encuentra ubicado al sur de la región, cerca de los ríos Nitra y Hron (cuenca hidrográfica del Danubio) y de la frontera con Hungría.

## Demografía
| Año        | 1994 | 2004    | 2014    | 2024    |
| ---------- | ---- | ------- | ------- | ------- |
| Población  | 1522 | 1542    | 1518    | 1548    |
| Diferencia |      | +1,31 % | −1,55 % | +1,97 % |

| Año        | 2023 | 2024    |
| ---------- | ---- | ------- |
| Población  | 1538 | 1548    |
| Diferencia |      | +0,65 % |